# 피에로 캄펠리
피에로 캄펠리(이탈리아어: Piero Campelli ˈpjɛːro kamˈpɛlli[*]; 1893년 12월 20일, 롬바르디아 주 밀라노 ~ 1946년 10월 20일, 롬바르디아 주 밀라노)는 이탈리아의 전 아마추어 축구 선수로, 현역 시절 골키퍼로 활동했다. 현역 시절에 활동했던 구단은 인테르나치오날레로 1912년과 1920년에는 이탈리아 국가대표팀 일원으로 하계 올림픽에 참가했다.

## 클럽 경력
캄펠리는 롬바르디아 주 밀라노 출신이다. 그는 현역 시절 전부를 인테르나치오날레에서만 보냈는데, 1910년부터 1925년까지 179번의 리그 경기에 출전했고, 1910년과 1920년에 2차례 세리에 A 정상에 올랐다.

## 국가대표팀 경력
캄펠리는 국제대회에서 이탈리아 선수단 일원으로 1912년과 1920년 하계 올림픽에 참가했다. 이 중, 1912년 대회에는 본선 1경기와 패자전 2경기를 출전했다. 그는 1912년에서 1921년 사이 이탈리아 국가대표팀 경기에 11번 출전했다.

## 경기 방식
유망주 시절부터 될성부른 떡잎이었던 캄펠리는 공을 다루는 솜씨가 빼어났고, 이탈리아 국가대표팀의 1세대 골키퍼로서 날아오는 공을 막거나, 방어선에서 나와 띄운 공을 손바닥이나 주먹으로 멀리 쳐내기보다 가로채는 방식으로 방어해, 골키퍼가 보다 안정적으로 공을 다루는 기법을 유행시키는데 공헌했다.

## 수상
인테르나치오날레
- 세리에 A: 1909–10, 1919–20